# Snamensk (Astrachan)
Snamensk (russisch Знаменск; früher Kapustin Jar-1, russisch Капустин Яр-1) ist eine Stadt im Norden der russischen Oblast Astrachan. Sie hat 29.401 Einwohner (Stand 14. Oktober 2010). und liegt etwa 320 km nordwestlich der Gebietshauptstadt Astrachan und 90 km östlich von Wolgograd am linken Ufer der Achtuba. Während sich im Süden und Westen die sumpfigen Wolga- bzw. Achtubawiesen erstrecken, befindet sich in nordöstlicher Richtung die fast unbewohnte Halbwüste sowie die kasachische Grenze.

## Geschichte
Die Entstehung und Entwicklung der Stadt ist untrennbar mit der Entwicklung der ersten sowjetischen Raketen verbunden. Im Jahr 1946 übertrug die Armeeleitung dem Generalmajor Wassili Iwanowitsch Wosnjuk (Василий Иванович Вознюк) die Anlage eines Testgeländes für ballistische Raketen auf der Fläche Kapustin Jar. Mit dem Bau der ersten Abschussbasis wurde eine Kaserne errichtet und wenig später kamen die ersten Blockhütten für die Familien der Wissenschaftler und weiterer Zivilpersonen hinzu. So konnte am 18. Oktober 1947 die erste Rakete von hier erfolgreich abheben. Diese war eine unter der Siegermacht Sowjetunion in der sowjetisch besetzten Zone Deutschlands zusammengebaute A4-Rakete. Am 17. September 1948 startete die R-1, ein Nachbau der deutschen A4. Für den Wettlauf der Weltraumeroberung zwischen der Sowjetunion und den USA wurde der Raketenabschussplatz zu einem Weltraumbahnhof erweitert. 1954 eröffnete die Militärverwaltung den ersten Kindergarten und das erste Schulgebäude im Ort, es folgten weitere Wohn- und Bürogebäude. Die Infrastruktur wurde ausgebaut, um eine materiell-technische Basis für den Weltraumbahnhof zu schaffen. Am 11. Januar 1962 erhielt die Wohnsiedlung auf Beschluss des Präsidiums des Obersten Sowjets der RSFSR Stadtstatus mit dem offiziellen Namen Kapustin Jar. Ab diesem Zeitpunkt entwickelte sich die Stadt rapide: weitere feste Wohnhäuser wurden gebaut, ein Krankenhaus, eine Bibliothek und eine Kindermusikschule wurden eröffnet. Die Straßen wurden befestigt. Im Jahr 1966 besaß Kapustin Jar bereits drei Schulen sowie ein Kino.

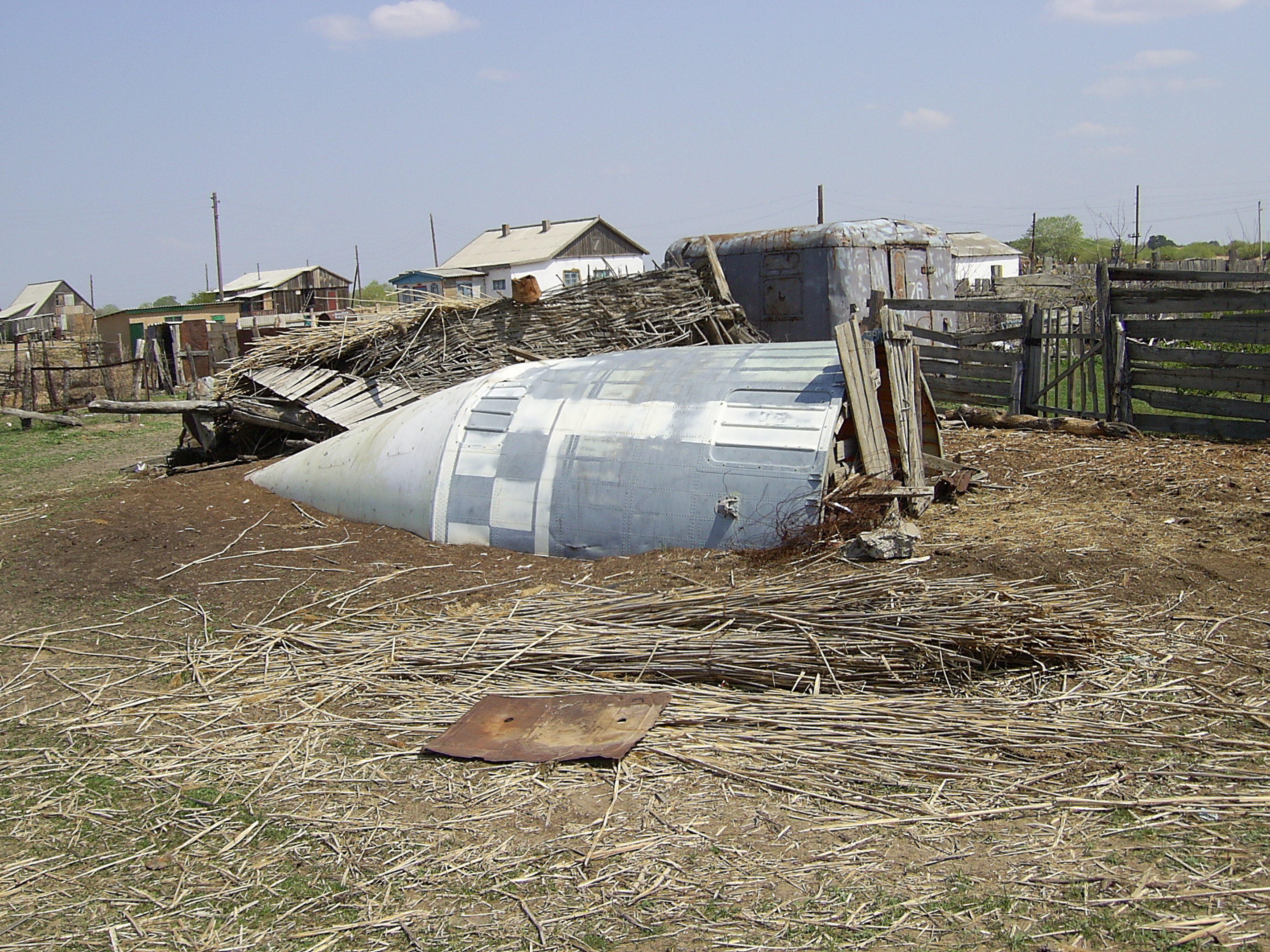
Raketenbruchstücke im Umland des Raketenstartplatzes Kapustin Jar, Jahr 2005

Neben der zivilen Nutzung der Startrampen wurden von Kapustin Jar auch zahlreiche Raketen des russischen Militärs zu Erprobungszwecken gestartet. Außerdem hoben hier auch Trägerraketen mit Satelliten und Höhenforschungsraketen ab. Als ab 1956 Raketen mit nuklearem Gefechtskopf von hier testweise abgeschossen wurden, erklärte die Regierung Kapustin Jar-1 – so die offizielle Bezeichnung – zu einer geschlossenen Stadt. Dieser Status wurde erst im Jahr 1992 aufgehoben.
Am 27. Januar 1993 wurde Kapustin Jar in Snamensk umbenannt. Als Zugeständnis an die Zeit und die Gepflogenheiten konnte in der Stadt auch ein Kirchengebäude errichtet werden, die Alexander-Newski-Kirche. Auf dem Startplatz der ersten Rakete hat die Stadtverwaltung einen Gedenk-Obelisken errichten lassen.
Am 19. Juni 2008 startete um 8:36 Uhr MESZ erstmals seit 1999 wieder eine russische Trägerrakete vom Typ Kosmos-3M vom Kosmodrom in Kapustin Jar und beförderte erfolgreich zwei kommerzielle Satelliten in einen etwa 800 km hohen Orbit.
Laut einem von der Regierung Trump bestätigten Bericht der New York Times (Februar 2017) ist dort ein Raketen-Bataillon stationiert worden, das vier mobile Abschussrampen mit je einem halben Dutzend atomar bestückter 9K720 Iskander-Marschflugkörper hat. Dies ist ein Verstoß gegen den seit 1988 in Kraft befindlichen INF-Vertrag.

## Bevölkerungsentwicklung
Die folgende Übersicht zeigt die Entwicklung der Einwohnerzahlen von Snamensk.
| Jahr | Einwohner |
| ---- | --------- |
| 2002 | 32.068    |
| 2010 | 29.401    |

Quellen: Volkszählungsdaten 

## Verkehr
Snamensk befindet sich an der Nebenstraße von Wolgograd über Achtubinsk nach Astrachan sowie an der Bahnstrecke Wolgograd–Astrachan.

## Söhne und Töchter der Stadt
- Waleri Tokarew (* 1952), russischer Kosmonaut